# بيل ستيفنسون (لاعب كرة قدم كندية)
بيل ستيفنسون هو لاعب كرة قدم كندية كندي، ولد في 4 يونيو 1951 في High Prairie ‏ في كندا، وتوفي في 19 مارس 2007 في إدمونتون في كندا.

## وصلات خارجية
- بيل ستيفنسون على موقع JustSportsStats.com (الإنجليزية)